# 红腹咬鹃
红腹咬鹃（学名：Harpactes wardi）为咬鹃科咬鹃属的鸟类。在中国大陆，分布于云南等地。该物种的模式产地在缅甸。